# Liste der Naturschutzgebiete im Kreis Schleswig-Flensburg
Im Kreis Schleswig-Flensburg gibt es 22 Naturschutzgebiete.
| Name des Gebietes                                | Bild           | Kennung | WDPA      | Landkreis / Stadt                          | Beschreibung / Bemerkungen | Standort | Fläche in Hektar | Datum der Verordnung |
| ------------------------------------------------ | -------------- | ------- | --------- | ------------------------------------------ | -------------------------- | -------- | ---------------- | -------------------- |
| Alte Sorge-Schleife                              | weitere Bilder | 144     | 162097    | Kreis Schleswig-Flensburg                  |                            | Position | 758              | 24.09.2009           |
| Düne am Rimmelsberg                              | weitere Bilder | 24      | 81559     | Kreis Schleswig-Flensburg                  |                            | Position | 7                | 20.06.1938           |
| Eichenkratt und Kiesgrube südlich Böxlund        |                | 153     | 162887    | Kreis Schleswig-Flensburg                  |                            | Position | 23               | 13.12.1990           |
| Esprehmer Moor                                   | weitere Bilder | 63      | 81631     | Kreis Schleswig-Flensburg                  |                            | Position | 38               | 29.07.1965           |
| Fröruper Berge (siehe Obere Treenelandschaft)    | weitere Bilder | 13      | 81696     | Kreis Schleswig-Flensburg                  |                            | Position | 90               | 02.12.1936           |
| Fröslev-Jardelunder Moor                         | weitere Bilder | 102     | 163162    | Kreis Schleswig-Flensburg                  |                            | Position | 222              | 30.05.1984           |
| Geltinger Birk                                   | weitere Bilder | 8       | 70923     | Kreis Schleswig-Flensburg                  |                            | Position | 773              | 23.12.1986           |
| Haithabu-Dannewerk                               | weitere Bilder | 46      | 81808     | Kreis Schleswig-Flensburg                  |                            | Position | 41               | 05.07.1950           |
| Halbinsel Holnis                                 | weitere Bilder | 155     | 163493    | Kreis Schleswig-Flensburg                  |                            | Position | 360              | 30.04.1993           |
| Hechtmoor                                        |                | 39      | 81842     | Kreis Schleswig-Flensburg                  |                            | Position | 34               | 02.09.1941           |
| Himmelmoor                                       |                | 215     | 555754907 | Kreis Pinneberg                            |                            |          | 582              | 22.11.2022           |
| Höftland Bockholmwik und angrenzende Steilküsten | weitere Bilder | 194     | 555702140 | Kreis Schleswig-Flensburg                  |                            | Position | 381              | 30.11.2015           |
| Hornholzer Höhen                                 |                | 216     |           | Stadt Flensburg, Kreis Schleswig-Flensburg |                            | Position | 96               | 11.02.2025           |
| Lundtop                                          |                | 68      | 82123     | Kreis Schleswig-Flensburg                  |                            | Position | 13               | 08.06.1967           |
| NSG am Treßsee (siehe Obere Treenelandschaft)    | weitere Bilder | 15      | 162819    | Kreis Schleswig-Flensburg                  |                            | Position | 8                | 20.05.1937           |
| Obere Treenelandschaft                           |                | 204     | 555702141 | Kreis Schleswig-Flensburg                  |                            | Position | 1674             | 23.06.2015           |
| Os bei Süderbrarup                               | weitere Bilder | 2       | 82292     | Kreis Schleswig-Flensburg                  |                            | Position | 30               | 12.08.2003           |
| Pobüller Bauernholz                              |                | 31      | 82338     | Kreis Schleswig-Flensburg                  |                            | Position | 5                | 01.03.1939           |
| Pugumer See und Umgebung                         |                | 88      | 82345     | Kreis Schleswig-Flensburg                  |                            | Position | 145              | 21.02.2017           |
| Reesholm / Schlei                                |                | 87      | 82376     | Kreis Schleswig-Flensburg                  |                            | Position | 120              | 30.08.1976           |
| Schleimündung                                    | weitere Bilder | 3       | 319259    | Kreis Schleswig-Flensburg                  |                            | Position | 691              | 26.05.2011           |
| Tal der Langballigau                             | weitere Bilder | 137     | 165812    | Kreis Schleswig-Flensburg                  |                            | Position | 124              | 13.12.1990           |
| Tetenhusener Moor                                | weitere Bilder | 6       | 82696     | Kreis Schleswig-Flensburg                  |                            | Position | 205              | 03.03.1932           |

## Quelle
- www.schleswig-holstein.de,Liste Naturschutzgebiete (Version vom Januar 2016)
- Common Database on Designated Areas Datenbank, Version 14